# Чистец замечательный
Чистец замечательный (лат. Stáchys spectabilis) — вид многолетних травянистых растений рода Чистец (Stachys) семейства Яснотковые (Lamiaceae).

## Распространение и экология
Распространён в Малой Азии, Иране, Ираке, на Кавказе.
Растёт на лугах верхней части лесного и в субальпийском поясе.

## Ботаническое описание
Стебли прямые, простые или ветвистые, высотой 60—85 см.
Нижние листья широкояйцевидные, слегка сердцевидные, длиной 8—18 см, шириной 5—6 см; верхние — яйцевидно-ланцетные; верхушечные — ланцетные, заострённые; все пильчатые, нижние на расширенных черешках длиной 2—2,5 см, верхние — сидячие.
Цветки сидячие, собраны в многоцветковые мутовки, которые образуют колосовидное соцветие; у основания соцветия мутовки отставленные, вверху сближенные; прицветники линейно-шиловидные, согнутые; зубцы чашечки неодинаковые по длине, треугольно-ланцетные, остроконечные; венчик розовый или розовато-пурпурный, верхняя губа широко-продолговатая, нижняя — трёхлопастная.
Орешки широкотреугольные, голые, гладкие.

## Классификация

### Таксономия
Вид Чистец замечательный входит в род Чистец (Stachys) подсемейства Яснотковые (Lamioideae) семейства Яснотковые (Lamiaceae) порядка Ясноткоцветные (Lamiales).
|  |                                      |  |                                                             |                                                             |                      |  | ещё около 20 семейств (согласно Системе APG II) | ещё около 20 семейств (согласно Системе APG II) |                         |  |  |  | ещё около 35 родов  | ещё около 35 родов       |  |  |
|  |                                      |  |                                                             |                                                             |                      |  | ещё около 20 семейств (согласно Системе APG II) | ещё около 20 семейств (согласно Системе APG II) |                         |  |  |  | ещё около 35 родов  | ещё около 35 родов       |  |  |
|  |                                      |  |                                                             | порядок Ясноткоцветные                                      |                      |  |                                                 |                                                 | подсемейство Яснотковые |  |  |  |                     | вид Чистец замечательный |  |  |
|  |                                      |  |                                                             | порядок Ясноткоцветные                                      |                      |  |                                                 |                                                 | подсемейство Яснотковые |  |  |  |                     | вид Чистец замечательный |  |  |
|  | отдел Цветковые, или Покрытосеменные |  |                                                             |                                                             | семейство Яснотковые |  |                                                 |                                                 | род Чистец              |  |  |  |                     |                          |  |  |
|  | отдел Цветковые, или Покрытосеменные |  |                                                             |                                                             |                      |  |                                                 |                                                 |                         |  |  |  |                     |                          |  |  |
|  |                                      |  | ещё 44 порядка цветковых растений (согласно Системе APG II) | ещё 44 порядка цветковых растений (согласно Системе APG II) |                      |  |                                                 | ещё 7 подсемейств                               | ещё 7 подсемейств       |  |  |  | ещё более 300 видов |                          |  |  |
|  |                                      |  |                                                             | ещё 44 порядка цветковых растений (согласно Системе APG II) |                      |  |                                                 |                                                 | ещё 7 подсемейств       |  |  |  |                     |                          |  |  |